# Ordine della Corona (Tagikistan)
L'Ordine della Corona è un'onorificenza del Tagikistan.

## Classi
L'ordine dispone delle seguenti classi di benemerenza:
- I classe
- II classe
- III classe

## Assegnazione
L'ordine è assegnato a figure statali e pubbliche e ad altri cittadini della Repubblica del Tagikistan per premiare servizi eccezionali allo Stato, un'attività statale e politica attiva, alti meriti nella realizzazione delle riforme democratiche e di quelle economiche, meriti nella scienza e nello sviluppo culturale, altissimi meriti nella difesa della Patria, la dedizione e il valore civico dimostrati nella causa del rafforzamento della pace, della stabilità e del rafforzamento dello Stato tagiko.
La I classe è assegnata a:
- capi di Stato, di governo e di parlamento di stati esteri;
- ministri e capi di dipartimenti di Stato esteri;
- capi di rappresentanze di organizzazioni regionali e di altre organizzazioni internazionali;
- capi di organi legislativi, esecutivi e giudiziari della Repubblica di Tagikistan;
- persone che detengono posizioni pubbliche di potere statale, il cui status giuridico è determinato dalla Costituzione della Repubblica del Tagikistan, dalle leggi costituzionali e da altre leggi della Repubblica del Tagikistan;
- soggetti che ricoprono posizioni chiave e di alto livello nel servizio civile della Repubblica del Tagikistan che, di regola, abbiano ricevuto la prima classe dell'Ordine di Ismail Samani o dell'Ordine della Stella del Presidente del Tagikistan o la seconda classe dell'Ordine della Corona;
- altri cittadini della Repubblica del Tagikistan per nuovi meriti e che abbiano ricevuto la prima classe dell'Ordine di Ismail Samani o la seconda classe dell'Ordine della Stella del Presidente del Tagikistan o dell'Ordine della Corona;

La II classe è assegnata a:
- persone che detengono posizioni pubbliche di potere statale, il cui status giuridico è determinato dalla Costituzione della Repubblica del Tagikistan, dalle leggi costituzionali e da altre leggi della Repubblica del Tagikistan;
- soggetti che ricoprono posizioni chiave nel servizio civile della Repubblica del Tagikistan e che abbiano ricevuto la seconda classe dell'Ordine di Ismail Samani o la terza classe dell'Ordine della Stella del Presidente del Tagikistan o dell'Ordine della Corona;
- altri cittadini della Repubblica del Tagikistan per nuovi meriti e che abbiano ricevuto la seconda classe dell'Ordine di Ismail Samani o la terza classe dell'Ordine della Stella del Presidente del Tagikistan o dell'Ordine della Corona

La III classe è assegnata a:
- persone che detengono posizioni pubbliche di primo piano nel servizio pubblico nella Repubblica del Tagikistan;
- altri cittadini della Repubblica del Tagikistan per nuovi meriti e che abbiano ricevuto almeno due ordini, una medaglia e un titolo onorifico.

## Insegne
- Le insegne di I classe sono un distintivo e una stella. Il distintivo viene portato su un nastro che va dalla spalla destra al fianco sinistro. La stella viene portata sul lato sinistro del petto.
- L'insegna di II classe è un distintivo. Gli uomini lo portano al collo e le donne sul lato sinistro del petto.
- L'insegna di III classe è un distintivo da portare con un nastro sul lato sinistro del petto.